# Janica Kostelić
Janica Kostelić (Zagabria, 5 gennaio 1982) è un'ex sciatrice alpina croata.
Tra le sciatrici più complete e vincenti della storia, annovera nel suo palmarès sei medaglie olimpiche, cinque mondiali, tre Coppe del Mondo generali e altrettante di slalom speciale, specialità da lei prediletta. Fa parte del ristretto gruppo di atlete capaci di ottenere successi in tutte le specialità dello sci alpino disputate durante il loro periodo di attività.
Insieme al fratello maggiore Ivica è stata la prima sciatrice alpina di successo internazionale nella storia della Croazia, che fino ad allora non aveva una tradizione significativa in questa disciplina.

## Biografia

### Stagioni 1998-2000
Avviata alla pratica agonistica insieme al fratello Ivica dal padre Ante, ex giocatore di pallamano, Janica Kostelić esordì nei circuiti di gara della federazione internazionale il 29 novembre 1997, piazzandosi 12ª in una gara FIS di slalom gigante a Saas-Fee. Di lì a poco esordì in Coppa Europa, il 5 gennaio 1998 a Tignes in discesa libera (27ª), in Coppa del Mondo, il 23 gennaio a Cortina d'Ampezzo in supergigante (34ª), e ai Giochi olimpici invernali: a Nagano 1998 si classificò 25ª nella discesa libera, 26ª nel supergigante, 24ª nello slalom gigante, 8ª nella combinata e non completò lo slalom speciale.
Forte di una considerevole crescita fisica, nella stagione 1998-1999 ottenne il primo podio in Coppa del Mondo (3ª in slalom speciale a Park City il 21 novembre) e poco dopo la prima vittoria, il 17 gennaio a Sankt Anton am Arlberg in combinata; ai Mondiali di Vail/Beaver Creek 1999, suo esordio iridato, si piazzò 29ª nella discesa libera, 22ª nel supergigante, 23ª nello slalom speciale, 7ª nella combinata e non completò lo slalom gigante. Nel dicembre dello stesso anno vinse due slalom speciali in Coppa del Mondo, ma pochi giorni dopo si infortunò gravemente al ginocchio, subendo la rottura di quattro legamenti.

### Stagioni 2001-2002
Rientrò con successo alle competizioni nella stagione seguente, quando si aggiudicò la Coppa del Mondo generale con 67 punti di vantaggio su Renate Götschl, la Coppa del Mondo di slalom speciale, superando Sonja Nef di 384 punti, e la classifica di combinata, con 20 punti in più di Caroline Lalive; i suoi podi stagionali furono 9, tutti vittorie. Sempre nel 2001 ai Mondiali di Sankt Anton am Arlberg fu 13ª nel supergigante e 5ª nello slalom speciale.
L'anno dopo ai XIX Giochi olimpici invernali di Salt Lake City 2002 vinse una medaglia in ognuna delle gare cui prese parte: l'oro nello slalom gigante, nello slalom speciale e nella combinata e l'argento nel supergigante; tali medaglie furono le prime vinte da un concorrente della Croazia ai Giochi olimpici invernali. Quell'anno in Coppa del Mondo ottenne tre podi, con una vittoria, e si classificò al 14º posto nella classifica generale.

### Stagioni 2003-2005
Nel 2003 visse un'altra stagione trionfale. Ai Mondiali di Sankt Moritz vinse due titoli, nello slalom speciale e nella combinata, e si classificò 19ª nel supergigante e 13ª nello slalom gigante; anche il fratello Ivica vinse il titolo mondiale nello slalom maschile: fu la prima volta in cui un fratello e una sorella vinsero il titolo mondiale nella stessa specialità dello sci alpino. Alla fine di quella stagione 2002-2003 la croata vinse la sua seconda Coppa del Mondo generale, grazie ai 470 punti di vantaggio su Karen Putzer, assieme alla Coppa di slalom speciale (con 212 punti di vantaggio su Anja Pärson) e alla classifica di combinata (con 20 punti di vantaggio su Martina Ertl); fu inoltre 3ª nella classifica della Coppa del Mondo di slalom gigante e conquistò 12 podi, con 6 vittorie.
Nella stagione 2003-2004 Janica Kostelić non gareggiò: un nuovo infortunio al ginocchio e altri problemi di salute la tennero a lungo lontano dalle competizioni. Rientrò in Coppa del Mondo nel dicembre del 2004, dopo quindici mesi di assenza, e ai Mondiali di Bormio/Santa Caterina Valfurva 2005, sua ultima presenza iridata, vinse la medaglia d'oro in tutte e tre le gare disputate: discesa libera, slalom speciale e combinata. Alla fine di quella stagione 2004-2005 chiuse al 2º posto sia la classifica generale, a 3 punti dalla vincitrice Anja Pärson, sia quella di slalom speciale, a 170 punti da Tanja Poutiainen, mentre vinse quella di combinata con 20 punti di vantaggio sulla Pärson; i suoi podi stagionali furono 9, con due vittorie.

### Stagioni 2006-2007
Ai XX Giochi olimpici invernali di Torino 2006, sua ultima presenza olimpica, fu la portabandiera della Croazia nella cerimonia di apertura. Si confermò campionessa olimpica nella combinata, titolo già vinto nel 2002 a Salt Lake City e diventando la prima atleta nella storia a vincere quattro ori olimpici nello sci alpino; inoltre vinse la medaglia d'argento nel supergigante, alle spalle dell'austriaca Michaela Dorfmeister, e si classificò 4ª nello slalom speciale. Alla fine di quella stagione 2005-2006 vinse la sua terza Coppa del Mondo generale, grazie ai 308 punti di vantaggio sulla Pärson, assieme alla Coppa di slalom speciale (con 190 punti di vantaggio su Marlies Schild) e alla classifica di combinata (con 40 punti di vantaggio sulla Pärson); fu inoltre 3ª nella classifica della Coppa del Mondo di slalom gigante e conquistò 17 podi, con 9 vittorie.
Il 6 ottobre 2006 dichiarò che non avrebbe partecipato alla stagione 2006-2007, a causa dei già noti problemi di salute alla tiroide e ai problemi legati alle ginocchia e alla schiena. Disse anche che avrebbe continuato a seguire il mondo dello sci e che sarebbe stata presente alle gare del fratello Ivica. Il 19 aprile 2007, all'età di 25 anni, annunciò il suo ritiro definitivo dalle competizioni. La sua ultima gara in Coppa del Mondo rimase così lo slalom gigante di Åre del 18 marzo 2006 e la sua ultima gara in carriera fu uno slalom speciale FIS disputato a Platak il 1º aprile seguente: entrambe le gare furono vinte dalla Kostelić.

## Palmarès

### Olimpiadi
- 6 medaglie:
  - 4 ori (slalom gigante, slalom speciale, combinata a Salt Lake City 2002; combinata a Torino 2006)
  - 2 argenti (supergigante a Salt Lake City 2002; supergigante a Torino 2006)

### Mondiali
- 5 medaglie:
  - 5 ori (slalom speciale, combinata a Sankt Moritz 2003; discesa libera, slalom speciale, combinata a Bormio/Santa Caterina Valfurva 2005)

### Mondiali juniores
- 2 medaglie:
  - 1 argento (combinata a Monte Bianco 1998)
  - 1 bronzo (supergigigante a Monte Bianco 1998)

### Coppa del Mondo
- Vincitrice della Coppa del Mondo nel 2001, nel 2003 e nel 2006
- Vincitrice della Coppa del Mondo di slalom speciale nel 2001, nel 2003 e nel 2006
- Vincitrice della classifica di combinata nel 2001, nel 2003, nel 2005 e 2006[7]
- 55 podi:
  - 30 vittorie
  - 16 secondi posti
  - 9 terzi posti

#### Coppa del Mondo - vittorie
| Data             | Località               | Paese       | Specialità |
| ---------------- | ---------------------- | ----------- | ---------- |
| 17 gennaio 1999  | Sankt Anton am Arlberg | Austria     | KB         |
| 5 dicembre 1999  | Serre Chevalier        | Francia     | SL         |
| 12 dicembre 1999 | Sestriere              | Italia      | SL         |
| 18 novembre 2000 | Park City              | Stati Uniti | SL         |
| 25 novembre 2000 | Aspen                  | Stati Uniti | SL         |
| 10 dicembre 2000 | Sestriere              | Italia      | SL         |
| 20 dicembre 2000 | Sestriere              | Italia      | SL         |
| 28 dicembre 2000 | Semmering              | Austria     | SL         |
| 14 gennaio 2001  | Flachau                | Austria     | SL         |
| 14 gennaio 2001  | Flachau                | Austria     | KB         |
| 26 gennaio 2001  | Ofterschwang           | Germania    | SL         |
| 18 febbraio 2001 | Garmisch-Partenkirchen | Germania    | SL         |
| 10 marzo 2002    | Altenmarkt             | Austria     | SL         |
| 23 novembre 2002 | Aspen                  | Stati Uniti | SL         |
| 22 dicembre 2002 | Lenzerheide            | Svizzera    | SL         |
| 22 dicembre 2002 | Lenzerheide            | Svizzera    | KB         |
| 29 dicembre 2002 | Semmering              | Austria     | SL         |
| 5 gennaio 2003   | Bormio                 | Italia      | SL         |
| 8 marzo 2003     | Åre                    | Svezia      | SL         |
| 27 novembre 2004 | Aspen                  | Stati Uniti | SL         |
| 27 febbraio 2005 | San Sicario            | Italia      | KB         |
| 21 dicembre 2005 | Špindlerův Mlýn        | Rep. Ceca   | GS         |
| 14 gennaio 2006  | Bad Kleinkirchheim     | Austria     | DH         |
| 15 gennaio 2006  | Bad Kleinkirchheim     | Austria     | SG         |
| 22 gennaio 2006  | Sankt Moritz           | Svizzera    | SC         |
| 5 febbraio 2006  | Ofterschwang           | Germania    | SL         |
| 4 marzo 2006     | Hafjell                | Norvegia    | SC         |
| 10 marzo 2006    | Levi                   | Finlandia   | SL         |
| 17 marzo 2006    | Åre                    | Svezia      | SL         |
| 18 marzo 2006    | Åre                    | Svezia      | GS         |

Legenda:

DH = discesa libera

SG = supergigante

GS = slalom gigante

SL = slalom speciale

KB = combinata

SC = supercombinata

### Nor-Am Cup
- Miglior piazzamento in classifica generale: 19ª nel 2003
- 2 podi:
  - 1 vittoria
  - 1 secondo posto

#### Nor-Am Cup - vittorie
| Data             | Località    | Paese       | Specialità |
| ---------------- | ----------- | ----------- | ---------- |
| 17 novembre 2002 | Winter Park | Stati Uniti | SL         |

Legenda:

SL = slalom speciale

### Campionati croati
- 11 medaglie:
  - 11 ori (supergigante, slalom gigante nel 2001; supergigante, slalom gigante, slalom speciale nel 2002; supergigante, slalom gigante, slalom speciale nel 2005; supergigante, slalom gigante, slalom speciale nel 2006)

## Statistiche

### Podi in Coppa del Mondo
| Stagione/Specialità | Discesa libera         | Discesa libera         | Discesa libera         | Supergigante           | Supergigante           | Supergigante           | Slalom gigante         | Slalom gigante         | Slalom gigante         | Slalom speciale        | Slalom speciale        | Slalom speciale        | Combinata              | Combinata              | Combinata              | Podi totali            |
| ------------------- | ---------------------- | ---------------------- | ---------------------- | ---------------------- | ---------------------- | ---------------------- | ---------------------- | ---------------------- | ---------------------- | ---------------------- | ---------------------- | ---------------------- | ---------------------- | ---------------------- | ---------------------- | ---------------------- |
| Stagione/Specialità | 1º                     | 2º                     | 3º                     | 1º                     | 2º                     | 3º                     | 1º                     | 2º                     | 3º                     | 1º                     | 2º                     | 3º                     | 1º                     | 2º                     | 3º                     | Podi totali            |
| 1998                |                        |                        |                        |                        |                        |                        |                        |                        |                        |                        |                        |                        |                        |                        |                        | 0                      |
| 1999                |                        |                        |                        |                        |                        |                        |                        |                        |                        |                        |                        | 2                      | 1                      |                        |                        | 3                      |
| 2000                |                        |                        |                        |                        |                        |                        |                        |                        |                        | 2                      |                        |                        |                        |                        |                        | 2                      |
| 2001                |                        |                        |                        |                        |                        |                        |                        |                        |                        | 8                      |                        |                        | 1                      |                        |                        | 9                      |
| 2002                |                        |                        |                        |                        |                        |                        |                        |                        |                        | 1                      |                        | 1                      |                        | 1                      |                        | 3                      |
| 2003                |                        |                        |                        |                        | 1                      |                        |                        | 2                      | 1                      | 5                      | 2                      |                        | 1                      |                        |                        | 12                     |
| 2004                | stagione non disputata | stagione non disputata | stagione non disputata | stagione non disputata | stagione non disputata | stagione non disputata | stagione non disputata | stagione non disputata | stagione non disputata | stagione non disputata | stagione non disputata | stagione non disputata | stagione non disputata | stagione non disputata | stagione non disputata | stagione non disputata |
| 2005                |                        | 2                      |                        |                        |                        |                        |                        |                        | 1                      | 1                      | 3                      | 1                      | 1                      |                        |                        | 9                      |
| 2006                | 1                      |                        | 1                      | 1                      |                        |                        | 2                      | 1                      |                        | 3                      | 3                      | 3                      | 2                      |                        |                        | 17                     |
| Totale              | 1                      | 2                      | 1                      | 1                      | 1                      |                        | 2                      | 3                      | 2                      | 20                     | 8                      | 7                      | 6                      | 1                      |                        | 55                     |
| Totale              | 4                      | 4                      | 4                      | 2                      | 2                      | 2                      | 7                      | 7                      | 7                      | 35                     | 35                     | 35                     | 7                      | 7                      | 7                      | 55                     |

## Riconoscimenti
Il 22 maggio 2006 a Barcellona ha vinto il premio Laureus nella categoria "Sportiva dell'anno", l'"Oscar degli sportivi" per il quale era già stata candidata nel 2003 e nel 2005.